# مذكرة كنيغ
مذكرة كنيغ هي مذكرة سرية داخلية صدرت عن الحكومة اليهودية في أبريل 1976. قام بإعداد هذه المذكرة يسرائيل كنيغ، متصرف لواء الشمال في وزارة الداخلية الإسرائيلية في حينها.
تقدم هذه المذكرة جملة من الأهداف الاستراتيجية والخطوات التكتيكية والتي تهدف إلى تقليل نفوذ المواطنين العرب في منطقة الجليل. شدد كنيغ على الحاجة لفحص إمكانية لإضعاف التركيز العربي الحالي وكما رأى أنها أمر مهم لديمومة المصالح اليهودية الوطنية.
تبرز أهمية هذه المذكرة لكونها المذكرة الأولى التي تعرض سياسات التفرقة والعنصرية المطبقة على الفلسطينيين منذ سنة 1948، و حيث تعكس التخطيط الذي يتم تنفيذه في مراكز صنع القرار.

## نشرها
تم نشر هذه المذكرة للعوام في 7 سبتمبر 1976 عندما تم طبعها ونشرها في صحيفة عل همشمار العبرية وقد نشرت شهرية الجديد ترجمة عربية لها في عدد 10، 1976.

## ردود فعل
صرح عبد المجيد المندوب المصري لدى مجلس الأمن بأن نوايا الحكومة الإسرائيلية معروفة لكن هذه الوثيقة تفضحها علناً.

## المحتوى
تناقش هذه المذكرة مسألة الخطر الديموغرافي الذي يحيط بالدولة اليهودية و يمكن تلخيص بعض أهم الأهداف الاستراتيجية لهذه المذكرة فيما يلي:
- الحيلولة دون أي احتمال لتكوين وحدة سياسية عربية مستقلة، حيث اقترحت المذكرة بناء المزيد من المستوطنات في المناطق ذات الأكثرية العربية.
- يجب تبديل الزعماء العرب العدائيين بآخرين أكثر طواعية والذين يجب على الدولة إيجادهم وخلقهم. أراد كنيغ أن يتم تقليل عدد العرب المثقفين حيث قام بتوصية بتحويلهم إلى دراسات تقنية ومهنية مثل الفيزياء والعلوم الطبيعية. كما أراد كنيغ أن يكون سهولة دراسة العربي في الخارج أكبر وصعوبة إيجاده للعمل في الداخل أكبر.
- كما اقترح إجراء حملات لتشويه سمعة العرب الناشطين سياسياً و لتقليل الإدخار لدى الجانب الفلسطيني حتى يتم تحديد و تقليل التمويل المتوفر في المجتمعات العربية و التي تمول الأهداف السياسية.

## تصريحات يسرائيل كنيج الحالية
يقول كنيج أن العرب يريدون امتصاص أفضل ما لدينا (اليهود).